# Хангиш-Юрт
Хангиш-Юрт (рос. Хангиш-Юрт) — село у Гудермеському районі Чечні Російської Федерації.
Населення становить 1062 особи (2019). Входить до складу муніципального утворення Хангиш-Юртовське сільське поселення.

## Історія
Згідно із законом від 27 лютого 2009 року органом місцевого самоврядування є Хангиш-Юртовське сільське поселення.

## Населення
| 1990  | 2002  | 2010  | 2012  | 2013 | 2014 | 2015 |
| ----- | ----- | ----- | ----- | ---- | ---- | ---- |
| 571   | ↗735  | ↗858  | ↗908  | ↗934 | ↗963 | ↗985 |
| 2016  | 2017  | 2018  | 2019  |      |      |      |
| ↗1013 | ↗1035 | ↗1048 | ↗1062 |      |      |      |